# Clube Esportivo Operário Várzea-Grandense
El Operário Várzea-Grandense es un club de fútbol de la ciudad de Várzea Grande, en el estado de Mato Grosso en Brasil. El club fue fundado el 1 de mayo de 1949 y disputa el campeonato Brasileño de Serie D y el Campeonato Matogrossense.

## Historia
El club fue fundado el 1 de mayo de 1949 como Clube Esportivo Operário Várzea-Grandense (C.E.O.V.), en 1994 cambia su nombre a Esporte Clube Operário (E.C.O.).
El club ha ganado el Campeonato Matogrossense en 14 ocasiones, registra tres participaciones en el Campeonato Brasileño de fútbol, las temporadas 1979, 1984 y 1986. Por Copa de Brasil anota seis apariciones en 1989, 1995, 1998, 2006, 2007 y 2015.
Su principal adversario futbolístico es el Mixto Esporte Clube, con el cual disputa el Clássico dos Milhões (clásico de millones), el cual es considerado como una fuerte rivalidad regional en el fútbol brasileño.

## Estadio
El equipo disputa sus partidos en el estadio mundialista Arena Pantanal de la ciudad de Cuiabá que posee una capacidad para 45.000 personas, y en menor medida el Estadio Presidente Eurico Gaspar Dutra (Dutrinha) con capacidad para 7.000 asientos.

## Palmarés
- Títulos estaduales
  - Campeonato Matogrossense (12): 1964, 1967, 1968, 1972, 1973, 1983, 1985, 1986, 1987, 1994, 1995, 2002.
  - Copa Governador do Mato Grosso (1): 2005